# Battleford-Cut Knife (circonscription saskatchewanaise)
Pour les articles homonymes, voir Battleford (homonymie) et Cut Knife.
Circonscription électorale provinciale du Canada
Battleford-Cut Knife est une ancienne circonscription électorale provinciale de la Saskatchewan au Canada. Elle est représentée à l'Assemblée législative de la Saskatchewan de 1995 à 2003.

## Liste des députés
| Parlement                                                                   | Années                                                                      | Député                                                                      | Député                                                                      | Parti                                                                       |
| Battleford-Cut Knife                                                        | Battleford-Cut Knife                                                        | Battleford-Cut Knife                                                        | Battleford-Cut Knife                                                        | Battleford-Cut Knife                                                        |
| Nouvelle circonscription issue de Cut Knife-Lloydminster et The Battlefords | Nouvelle circonscription issue de Cut Knife-Lloydminster et The Battlefords | Nouvelle circonscription issue de Cut Knife-Lloydminster et The Battlefords | Nouvelle circonscription issue de Cut Knife-Lloydminster et The Battlefords | Nouvelle circonscription issue de Cut Knife-Lloydminster et The Battlefords |
| --------------------------------------------------------------------------- | --------------------------------------------------------------------------- | --------------------------------------------------------------------------- | --------------------------------------------------------------------------- | --------------------------------------------------------------------------- |
| 23e                                                                         | 1995–1999                                                                   |                                                                             | Sharon Murrell                                                              | Néo-démocrate                                                               |
| 24e                                                                         | 1999–2002                                                                   |                                                                             | Rudi Peters                                                                 | Saskatchewanais                                                             |
| 24e                                                                         | 2003-2003                                                                   | Wally Lorenz                                                                |                                                                             | Saskatchewanais                                                             |
| Circonscription distribuée parmi Cut Knife-Turtleford et The Battlefords    |                                                                             |                                                                             |                                                                             |                                                                             |